# V Live
O V Live (estilizado como VLIVE ), às vezes chamado de V App, foi um serviço de streaming de vídeo ao vivo da Coreia do Sul que permitia que celebridades do país transmitissem vídeos ao vivo na Internet e conversassem com seus fãs. O serviço foi descontinuado no dia 01 de janeiro de 2023 e as suas funcionalidades foram absorvidas pelo Weverse, plataforma gerenciada pela Weverse Company, uma subsidiária da HYBE em parceria com a Naver Corporation.

## História
Em 2007, a Naver Corporation lançou seu canal de plataforma de vídeo, mas a disponibilidade era altamente restrita e indisponível em muitos países.
No início de agosto de 2015, a Naver Corporation lançou o aplicativo de transmissão ao vivo, V Live. O aplicativo estava originalmente disponível apenas na Google Play Store para Android, mas mais tarde lançado no iTunes . O aplicativo teve como objetivo alcançar bases de fãs internacionais, particularmente no Japão, China, Taiwan, Tailândia e Vietnã. Portanto, não havia mais restrições de região e o site tinha uma variedade de opções de idioma, como inglês, chinês e japonês.
Segundo a Sensor Tower, o aplicativo teve 200.000 downloads e ganhou US $ 600.000 em agosto de 2017; até maio de 2018, o aplicativo V Live tinha mais de 1 milhão de downloads na Google Play Store e no iTunes.

## Serviços e recursos
O V Live possui mais de 700 canais associados a diferentes estrelas do K-pop, incluindo BTS, Exo, Got7, Big Bang, Monsta X, BtoB, Astro, Red Velvet, Blackpink, NCT, Twice, Seventeen e TXT além de vários atores, como Lee Jong-suk, Lee Dong-wook e Park Bo-young . O V Live pode transmitir programas que variam de sessões de bate-papo ao vivo com fãs, performances, reality shows e shows de premiação.
O V Live facilita a interação dos fãs com o site. Os usuários são alertados quando um canal que seguem inicia uma transmissão ao vivo ou carregam novo conteúdo. Os usuários também podem comentar ou enviar corações em vídeos, que o ídolo ou ídolos também podem ver em tempo real. Toda interação contribui para o "chemi-beat" do usuário. O chemi-beat rastreia a química dos usuários com uma celebridade. Os usuários podem aumentar seu chemi-beat interagindo regularmente com um canal, ativando notificações push e compartilhando vídeos. Ter um chemi-beat alto aumenta as chances de o usuário ganhar um evento hospedado por um ídolo.

### V Live + (Plus)
V Live + refere-se a tipos de conteúdos pagos que oferecem conteúdo não lançado, baixável e fornecido para fãs. O conteúdo do V Live + pode ser comprado com moedas V, no valor aproximado de 50 por US $ 1, ou resgatado usando um código apresentado com uma compra externa, como um álbum.

### Channel Plus (CH+)
Alguns ídolos também oferecem CH +, um canal premium que só pode ser acessado com uma assinatura. Os canais CH + podem ser adquiridos com moedas V por 30 dias, 3 meses, 6 meses ou anualmente. Os canais CH + diferem dos canais regulares, pois fornecem transmissões, vídeos e postagens ocultas.
Os reality shows que foram ao ar exclusivamente no V Live CH + incluem Real GOT7 e BTS: Bon Voyage, por exemplo. Os bastidores dos K-dramas exclusivos do VLive também podem ser vistos no canal CH +. Por exemplo: Welcome to Heal Inn e We See Winter, ambas as séries com Fromis 9 .  

### Adesivos
Adesivos são itens de imagem que podem ser usados no V Live Chat. Alguns pacotes de adesivos são restritos a canais específicos e só podem ser usados nos bate-papos desses canais. Os adesivos podem ser adquiridos na LOJA usando V moedas. A maioria dos pacotes de adesivos é gratuita ou 100 moedas (US $ 1,99).

### V Lightstick
V Lightstick (estilizado com todas as letras maiúsculas ) é um item digital que serve como um ícone especial de "coração" durante as lives. O V Lightstick fornece ao usuário o dobro dos “corações” quando tocados, um efeito especial na tela quando as "metas de coração" são atingidos e um objeto interativo tridimensional representando o lightstick. Passes para lightstick de 1 e 30 dias estão disponíveis para compra na loja por 50 moedas e 150 moedas, respectivamente. V Lightstick atualmente só pode ser usado no aplicativo móvel.
O V Lightstick foi lançado em 7 de dezembro de 2018 e estava disponível apenas para BTS, GOT7, Monsta X, NU'EST W e TWICE . Em 27 de dezembro de 2018, o V Live anunciou a expansão do V Lightstick para incluir Blackpink, iKon, Seventeen, Winner e Cosmic Girls .

### V Fansubs
V Fansubs refere-se ao serviço de legenda que permite aos usuários enviar suas próprias traduções de legendas em idioma diferentes para vídeos do V Live. Essas legendas são revisadas por uma equipe do V Fansubs antes de serem carregadas no V Live. Esse recurso de legendagem tem sido um aspecto significativo do crescimento do V Live, atraindo uma grande base de fãs internacional fora da Coreia do Sul.

### Chemi-beat
Chemi-beat refere-se ao nível de "química e ritmo" que um usuário possui em um determinado canal. Isso corresponde às quantidades de interação que um usuário tem com um determinado canal. Existem sete níveis de Chemi-beat que um usuário pode obter. Além disso, todos os usuários de cada canal são classificados com base no Chemi-beat. Essas classificações são atualizadas diariamente e os 100 principais usuários são exibidos na página inicial de cada canal.
Embora atualmente não haja benefícios adicionais baseados no Chemi-beat, o V Live afirmou que tem planos de fornecer benefícios a esses usuários no futuro.

## Prêmios
A plataforma possui prêmios anuais, chamados de V Live Awards, para homenagear as pessoas e o conteúdo mais populares do site. Os principais prêmios, o Global Top 10 e o Rookie Top 5, são concedidos aos dez canais mais populares do V Live, este último especificamente para novos artistas. Os quinze canais realizam uma transmissão individual, onde recebem o prêmio. Prêmios de popularidade adicionais são selecionados via votação online.

## Influência na Hallyu
O V Live é um meio no qual as celebridades coreanas podem alcançar uma audiência global e permitiu que fãs que não-falantes de coreano em todo o mundo interaja intimamente com seus ídolos favoritos do Hallyu. Existe uma comunidade online no V Live para tradutores de fãs que criam legendas estrangeiras para que mais pessoas possam desfrutar do conteúdo em todo o mundo. Os tradutores são classificados pelo número de textos que eles traduziram. O processo de legendagem é fácil de usar, para que os fãs não precisem de habilidades técnicas específicas. Concursos e eventos são realizados para incentivar a colocação de fãs. Por exemplo, tradutores de fãs no passado ganhavam V moedas e videochamadas com seus ídolos favoritos. Por causa das traduções de fãs, alguns vídeos têm até 17 opções de legenda.
Segundo a Alexa Internet, apenas 18% dos usuários são da Coreia do Sul, enquanto 9,4% são da China, 8,5% são dos Estados Unidos, 5,9% são da Indonésia e 5,7% são da Tailândia. O ranking global Alexa do V Live foi de #918 em maio de 2018, o que mostra um aumento significativo.
O V Live colaborou com a RBW Entertainment Vietnam (uma subsidiária da empresa de entretenimento coreana RBW Entertainment) para produzir muitos shows baseados no Vietnã. Além disso, o V Live lançou mini-concertos especiais chamados "V Heartbeat" para conectar as estrelas do K-pop e V-pop. O primeiro show de abertura, eles convidaram o grupo Winner para se apresentar no Vietnã.